# Joël Legendre
Pour les articles homonymes, voir Legendre.
 (février 2017).
Si vous disposez d'ouvrages ou d'articles de référence ou si vous connaissez des sites web de qualité traitant du thème abordé ici, merci de compléter l'article en donnant les références utiles à sa vérifiabilité et en les liant à la section « Notes et références ».
Joël Legendre, né à Sainte-Hélène-de-Bagot le 8 septembre 1966, est un animateur de télévision et de radio québécois, metteur en scène et comédien. Il double Leonardo DiCaprio dans la version québécoise de la majorité de ses films et il double Neil Patrick Harris dans la plupart de ses films.

## Biographie
Joël Legendre est né le 8 septembre 1966 à Sainte-Hélène-de-Bagot, près de Saint-Hyacinthe. Artiste multidisciplinaire, il a commencé sa carrière théâtrale à un très jeune âge, alors qu'il était pensionnaire au Cégep de Saint-Hyacinthe.
Il a joué pendant plusieurs années dans de nombreuses émissions pour enfants telles que: Iniminimagimo, Enfanforme avec Élyse Marquis, Fripe et Pouille. On a pu aussi le voir dans Tribu.com, Un gars, une fille et Covergirl. Au cinéma, dans Louis 19.
Joël Legendre a été chroniqueur à Radio-Canada, professeur d'expression orale à Star Académie, chroniqueur culturel de l’émission Des kiwis et a animé la très populaire émission Occupation Double, sur les ondes de TVA. Il anime aussi depuis 20 ans le téléthon Opération Enfant Soleil.
Depuis quelques années, il a multiplié ses apparitions au théâtre et dans plusieurs comédies musicales dont Grease, Irma la Douce, Cabaret et My Fair Lady. Il a aussi été metteur en scène du spectacle 2005 Revue et corrigée. Récemment, il a remporté un beau succès avec son spectacle Mes bouffées d’air pur au Cabaret de la Place des Arts.
Côté doublage, il continue aussi de faire les voix de plusieurs acteurs américains, dont Leonardo DiCaprio et Chris O'Donnell et a doublé et chanté le rôle d’Aladdin dans le long-métrage à succès de Disney, en plus de faire la voix chantée d'Hercule, toujours pour Disney. Dans les émissions jeunesses, on peut l'entendre doubler, entre autres, Carl et C2, dans Carl au carré, Arnaud dans Sourire d'enfer et Craig dans Edgemont.
En 2004, il a adopté un petit garçon, Lambert, de la Chine. Joël Legendre possède également d'autres engagements tels que le fait d'être végétarien, de respecter une hygiène de vie sans tabac ni alcool, pour lesquels il soutient et participe à plusieurs événements s'y rapprochant.
Le 16 septembre 2012, il anime le gala des Gémeaux. Dans la même soirée, il remporte le prix de la meilleure interprétation humour de l'année. Un trophée partagé avec l'équipe du Bye Bye 2011: Véronique Cloutier, Louis Morissette, Michel Courtemanche et Hélène Bourgeois Leclerc.
Dans le Bye Bye 2012, il fait une représentation remarquable de Gabriel Nadeau-Dubois dans le clip populaire Gangnam Style, nommé Gabriel Nadeau Style. Il a été vu par plus de 200 000 personnes sur youtube en 3 jours. Il anime aussi à CITE-FM et le réseau Rouge depuis les années 2000 (sauf des années 2015-2018).  Depuis 2018, Legendre est un collaborateur de Véronique et les fantastiques.
Le 12 mars 2015, il annonce « [se] retirer de [ses] activités professionnelles quelque temps », après que Le Journal de Montréal ait révélé qu'il avait reçu, plusieurs mois auparavant, un constat d'infraction pour s'être masturbé dans un parc,, potentiellement à la vue de tous. La parution de cet article a aussi eu comme conséquence que la station de radio Rouge FM de Montréal a immédiatement mis un terme à son association professionnelle avec Joël Legendre (où celui-ci occupait alors un poste d'animateur).
Le 14 juin 2015, lors d’une entrevue diffusée à Radio-Canada,, il mentionne brièvement son délit rendu public en mars 2015 et affirme être prêt à reprendre ses activités professionnelles publiques, notamment sa participation à la revue télévisuelle annuelle Bye Bye. À la suite de la controverse suscitée par cette entrevue au sein de la population, le diffuseur du Bye Bye (Radio-Canada) annonce le 26 juin 2015 qu’il juge préférable de ne plus faire appel aux services de Joël Legendre. 
En juillet 2015, après quelques mois dans l'ombre, le Groupe V Média lui donne l'animation de la version québécoise de l'émission de télévision Lip Sync Battle.  Cette dernière sera produite par Salvail & Co et diffusée durant la saison 2015-2016 sur les ondes de MusiquePlus et V Télé.
En 2023, Joël Legendre est un animateur de radio affranchi sur Rouge FM.

## Doublage

### Longs métrages
- Leonardo DiCaprio dans : 
  - Basketball Diaries (1995) : Jim Carrol
  - Simples Secrets (1996) : Hank
  - Roméo + Juliette (1996)) : Romeo Montaigu
  - Titanic (1997) : Jack Dawson
  - L'Homme au masque de fer (1998) : Philippe/ Louis XIV
  - L'aviateur (2004) : Howard Hughes
  - Le Diamant de sang (2006) : Danny Archer
  - Agents troubles (2006) : Billy Costigan
  - Une vie de mensonges (2008) : Roger Ferris
  - Origine (2010) : Dom Cobb
  - Gatsby le Magnifique (2013) : Jay Gatsby
- Neil Patrick Harris dans :
  - Les Patrouilleurs de l'Espace (1997) : Carl Jenkins
  - Le bonheur... ou presque (2000) : David
  - Harold et Kumar chassent le burger (2004) : Lui-même
  - Harold et Kumar s'évadent de Guantanamo (2008) : Lui-même
  - Harold et Kumar fêtent Noël en 3D (2011) : Lui-même
  - Sortilège (2011) : Will
  - Les apparences (2014) : Desi Collings
- Sung Kang dans :
  - Rapides et Dangereux : Tokyo Drift (2006) : Han
  - Rogue : L'Ultime Affrontement (2007) : Jimbo Goi
  - Rapides et Dangereux 4 (2009) : Han
  - Rapides et Dangereux 5 (2011) : Han
  - Rapides et Dangereux 6 (2013) : Han
  - Du plomb dans la tête (2013) : Taylor Kwon
- Chris Rankin dans : 
  - Harry Potter à l'école des sorciers (2001) : Percy Weasley
  - Harry Potter et la Chambre des secrets (2002) : Percy Weasley
  - Harry Potter et le Prisonnier d'Azkaban (2004) : Percy Weasley
- 1991 : Princesse en exil : Jason (John Fucile)
- 1995 : Angus : Rick Sandsford (James Van Der Beek)
- 1995 : Halloween 6 : La Malédiction de Michael Myers : Tim Strode (Keith Bogart)
- 1995 : L'Amour fou : Matt Leland (Chris O'Donnell)
- 1995 : Powder : Poudre (Sean Patrick Flanery)
- 1995 : Mentalité dangereuse : Raul Sanchero (Renoly Santiago)
- 1995 : L'Âme des guerriers : Toot (Shannon Williams)
- 1996 : Une folle équipée : Bucky Miller (Micah Gardener)
- 1997 : Selena : Abie Quintanilla (Jacob Vargas)
- 1997 : Volte/face : Pollux Troy (Alessandro Nivola)
- 1997 : Le Mariage de mon meilleur ami :  Scotty O'Neal (Christopher Masterson)
- 1997 : Jeunesse en folie : Scott (Scott Speedman)
- 1998 : Les ensaignants : Stan Rosado (Shawn Hatosy)
- 1998 : Les Rois du Kidnapping : Ira Reder (Johnny Galecki)
- 1998 : Scandale en direct : Willie
- 1999 : Cannabis 101 : Timothy Dunphy (Shawn Hatosy)
- 1999 : Carrie 2 : Jesse Ryan (Jason London)
- 1999 : Elle a tout pour elle : Dean Sampson (Paul Walker)
- 1999 : La Mince ligne rouge : Sec LT-Whyte (Jared Leto)
- 1999 : Les violons du cœur : Nick adolescent (Charlie Hofheimer)
- 1999 : Meilleur que le chocolat : Paul
- 2000 : À tous hasard : Seth (Johnny Galecki)
- 2000 : Virgin Suicides : Joe Hill Conley (Hayden Christensen)
- 2000 : Destination ultime : Tod Waggner (Chad Donella)
- 2000 : La fille de mes rêves : Eddie Hicks (Shawn Hatosy)
- 2000 : Film de peur : Mlle Mann (Jayne Trcka)
- 2000 : Thomas et la Voie Magique : Monsieur C. Junior
- 2000 : Le tout pour le tout : Les, le meneur de claque gay (Huntley Ritter)
- 2001 : Pas encore un film d'ados ! : Ricky (Eric Jungmann)
- 2001 : Poussière d'étoiles : Kyle
- 2001 : Songe d'une nuit d'ados : Bentley Scrumfeld/Demetrius (Shane West)
- 2002 : Défi Bleu : Drew (Chris Taloa)
- 2002 : Destination ultime 2 : Evan Lewis (David Paetkau)
- 2003 : Tobby 5 : L'as du volley-ball : Gordon (Malcolm Scott)
- 2003 : Bruce le tout-puissant : Evan Baxter (Steve Carell)
- 2004 : Ballon-chasseur : une vraie histoire sous-estimée : Dwight (Chris Williams)
- 2004 : Escouade américaine : Police du monde :Gary Johnston (Trey Parker)
- 2004 : Hellboy : John Myers (Rupert Evans)
- 2004 : Une aventure de Cendrillon : le professeur de natation
- 2004 : L'école du Rock : Ned Schneebly (Mike White)
- 2005 : 40 ans et encore puceau : David (Paul Rudd)
- 2005 : Cake : La vie, c'est du gâteau : Frank (Keram Malicki-Sanchez)
- 2005 : Ma sorcière bien-aimée : Ritchie (Jason Schwartzman)
- 2005 : Accepté : Glen (Adam Herschman)
- 2006 : Les nuits de Talladega : La Ballade de Ric : Jean Girrard (Sacha Baron Cohen)
- 2006 : Material Girls : Etienne (Ty Hodges) :
- 2006 : Toi, moi et Dupree (You, me and Dupree) : Mark (Bill Hader)
- 2007 : Drôle d'enquête pour jeune inspecteur : Billy Head (Jonny Harris)

### Longs métrages d'animation
- 1992 : Aladdin : Aladdin
- 1995 : Le voleur et le cordonnier : Le cordonnier
- 1996 : Aladdin et le roi des Voleurs : Aladdin
- 1997 : Hercule de John Musker et Ron Clements : Hercule jeune (chant)
- 1997 : Les chats ne dansent pas : Danny
- 1997 : Le vilain petit canard : Le canard
- 1998 : Mulan : Ling
- 1998 : Rudolph, le petit renne au nez rouge : Le film : Rudolph
- 1998 : Scooby-Doo dans l'ile aux zombies : Shaggy
- 2000 : Le dinosaure : Dinosaure dévoré par le carnotaure
- 2000 : La Petite Sirène 2 : Les Barboues
- 2000 : Pokémon 2 : Le Pouvoir est en toi : Tracey
- 2000 : Lion d'Oz : Le lion (chant)
- 2001: Monstres, Inc. : Smitty
- 2002 : Les 101 dalmatiens 2 : L'aventure londonienne de Patch : Lightning
- 2003 : Mon frère l'ours : L'ours amoureux
- 2004 : Yu-Gi-Oh!, le flm : La Pyramide de Lumière : Maximillion Pegasus
- 2004 : Escouade américaine : Police du monde : Gary Johnston
- 2005 : Mulan 2 : Ling
- 2006 : La vie sauvage : Eze
- 2006 : Georges le petit curieux : Nigel le Vendeur
- 2006 : Les Bagnoles : Sergent
- 2006 : Les rebelles de la forêt : Serge
- 2007 : Les Simpson, le film : plusieurs voix occasionnelles
- 2008 : Horton entend un qui : Le maire de Quiville
- 2008 : Le conte de Despereaux : Despereaux
- 2008 : Les rebelles de la forêt 2 : Serge
- 2009 : Garfield: Une force de la nature : Nermal/Abnermal
- 2009 : ‘’Il pleut des hamburgers’’ : Patrick Patrickson
- 2011 : Les Bagnoles 2 : Sergent
- 2017 : Les Bagnoles 3 : Sergent

### Séries télévisées
- 1992 : Les Bananes en pyjama : Martin
- 1994 : Reboot : Enzo
- 1996 - présent : Les Simpson : Jimbo et plusieurs autres voix occasionnelles
- 1996 : Arthur : David Read  (saisons 1 à 6)
- 1997 : Frissons : Narration
- 1997 : Caillou : Papa, Rexy, Gilbert, et M. Lajoie
- 1999 : La classe en délire : M. Jackson
- 2000 : Edgemont : Craig Woodbridge
- 2000 : Pour le meilleur et pour le pire : Michael Patterson
- 2000 : Pourquoi pas Mimi ? : Blaise Dugomier
- 2001 : La Clique : Dan le Rieur
- 2001 : Sacré Andy ! : Jervis
- 2004 : 6teen : Hugo
- 2005 : Carl au carré : Carl Crashman et C2
- 2006 : Inuk : Ukpik
- 2007 : Qui perd gagne IV : Jez
- 2008 : Blaise le blasé : Rodolphe
- 2011 : Qui perd gagne 7 : Bob

## Carrière théâtrale et télévisée

### Acteur
- 1995 : Demain matin, Montréal m'attend" : Mona-Lisa
- 1998 : Grease : Rodger
- 1999 : Demain matin, Montréal m'attend (reprise) : Marcel Gérard
- 1999 : Jean-Sans-Nom : Joann
- 2002 : Irma la douce : Plusieurs rôles
- 2005 : Cabaret : Méchant cabaretier, danseur du Kit-Kat-Club
- 2006 : My fair lady : petit rôle

### Metteur en scène
- 2005 : 2005 revue et corrigée
- 2006 : 2006 revue et corrigée
- 2007 : Des grenouilles et des hommes
- 2007 : Les Ex
- 2007 : 2007 revue et corrigée
- 2007 : Rock Story au Cabaret du Casino de Montréal
- 2008 : Les Années Jeunesses
- 2012 : Mixmania 3
- 2014 : Mix 4

### Chanson
- 1992 : Folies des Années Folles : Premier rôle, chanteur
- 1997 : Dire enfin la violence : Chanteur
- 1999 : C'est la fête : Premier rôle, chanteur
- 2001 : Qu'est-ce qu'on attend pour être heureux? : Premier rôle, chanteur
- 2005 : Mes bouffées d'air pur : Chanteur, scénariste, producteur
- 2005 : Si on chantait ? : Animation

### Télévision
- 1987 : Iniminimagimo : Hansel, Simplet (Les trois plumes), Le Prince de la belle au bois dormant, Fée Cascas, le Lièvre, Gepetto, Monsieur Manchefer (Pinochio), Le père de Belle de La Belle et la Bête, Monsieur Bonne-Nouvelle (La princesse au petit pois)
- 1989 : Le Dépanneur olympique : Régis Ménard
- 1995 : Enfantforme : Pélo
- 1997 : Un gars, une fille : Plusieurs rôles
- 1998 : Bouledogue Bazar : Fabien
- 1998 : La Fureur : Membre de l'équipe des Bleus / invité
- 2000 : 100 ans en chantant : rôle Principal
- 2001 : Tribu.com : Fabien
- 2001 : 0340 : Chroniqueur
- 2001 : Dictée PGL : Animation
- 2002 : Rumeurs : Francis Parents
- 2003 : L'Été, c'est péché ! : Chroniqueur sur la paresse
- 2004 : 37,5 : Chroniqueur
- 2005 : Cover Girl (série TV) : Margarita Frontenac / Gretchen / Ming Lee
- 2005 : Le Petit Monde de Laura Cadieux : Barman
- 2006 : Les Bougon, c'est aussi ça la vie! : Chanteur
- 2007 : Des kiwis et des hommes : Chroniqueur
- 2008 : Téléthon Opération Enfant Soleil 2008 : Animation
- 2010 : Paquet voleur : Animation
- 2010 : Le Téléphone : Animation
- 2011 :  Le pick-up : Animation et Chef de gare
- 2012- : Alors on jase, du lundi au vendredi à 9h30, avec Élise Marquis à ICI Radio-Canada Télé : Animation
- 2013 : Paquet voleur express : Animation
- 2013 : Un été avec Joël :  Animation
- 2015 : Un souper presque parfait : lui-même (semaine artistes)
- 2015 : Lip Sync Battle : face à face : Animation

### Télé-réalité
- 2005 : Star Académie : Professeur de diction
- 2006 : Occupation double III : Animation
- 2007 : Occupation double IV : Animation
- 2008 : Occupation double V : Animation
- 2009 : Occupation double VI: Animation

### Variétés
- 2006 : Demandes spéciales : Producteur au contenu
- 2006 : Deux filles au Jour de l'An : Invité
- 2006 : On n'a pas toute la soirée" : Invité
- 2008 : Dieu merci! : Invité
- 2008 : L'heure de gloire : Invité et "Grand Gagnant" de la saison 2008
- 8 avril 2009:  Match des étoiles: invité et Grand Gagnant de la saison 2009
- 2010 : Bye bye 2010 : Comédien
- 2011 : Bye bye 2011 : Comédien
- 2012 : Bye bye 2012 : Comédien
- 2013 : Bye bye 2013 : Comédien

## Radio
- 2007 : Les Week-ends Rock Détente sur Rock Détente : Animation
- 2007 : Tout le monde debout sur Rock Détente : Animation
- 2011-2015: Ma musique au travail, du lundi au vendredi entre 8h30 et 12h, au 107,3 Rouge FM : Animation
- 2011-2015: Demandes à Joël, du lundi au vendredi entre 12h et 13h, sur tout le réseau Rouge FM au Québec (à l'exception du 107,5 Québec et du 102,9 Rimouski) : Animation

## Autres
- 1994 : Louis 19, le roi des ondes : Cameraman
- 1999 : Événement « Misere mode et Musique 2000 »
- 2000 : Collecte de fonds pour CHAA FM
- 2002 : Reporter pour Radio-Canada
- 2007 : Campagne de sensibilisation contre le tabac : Témoignage

## Distinction

### Récompense
- 1992 Prix du public au Festival de la chanson de Granby.
- 2012 Prix meilleure interprétation humour de l'année au Gémeaux.